# جامعة أركاديا
جامعة أركاديا (بالإنجليزية: Arcadia University)‏ هي جامعة خاصة في غلينسايد، بنسلفانيا. جامعة ماجستير حسب تصنيف كارنيجي،  تضم الجامعة عددًا من طلاب التعليم المختلط يبلغ حوالي 4000 طالب (طلاب جامعيون وخريجون). احتلت الجامعة المرتبة 42 في التصنيف الإقليمي للجامعات الشمالية من قبل يو إس نيوز آند وورلد ريبورت، وذلك في عام 2017م. تبلغ مساحتها 76 أكر (310,000 م2) ويضم الحرم الجامعي قلعة غراي تاورز ضمن المعالم التاريخية الوطنية.

## أكاديميات

### برامج البكالوريوس

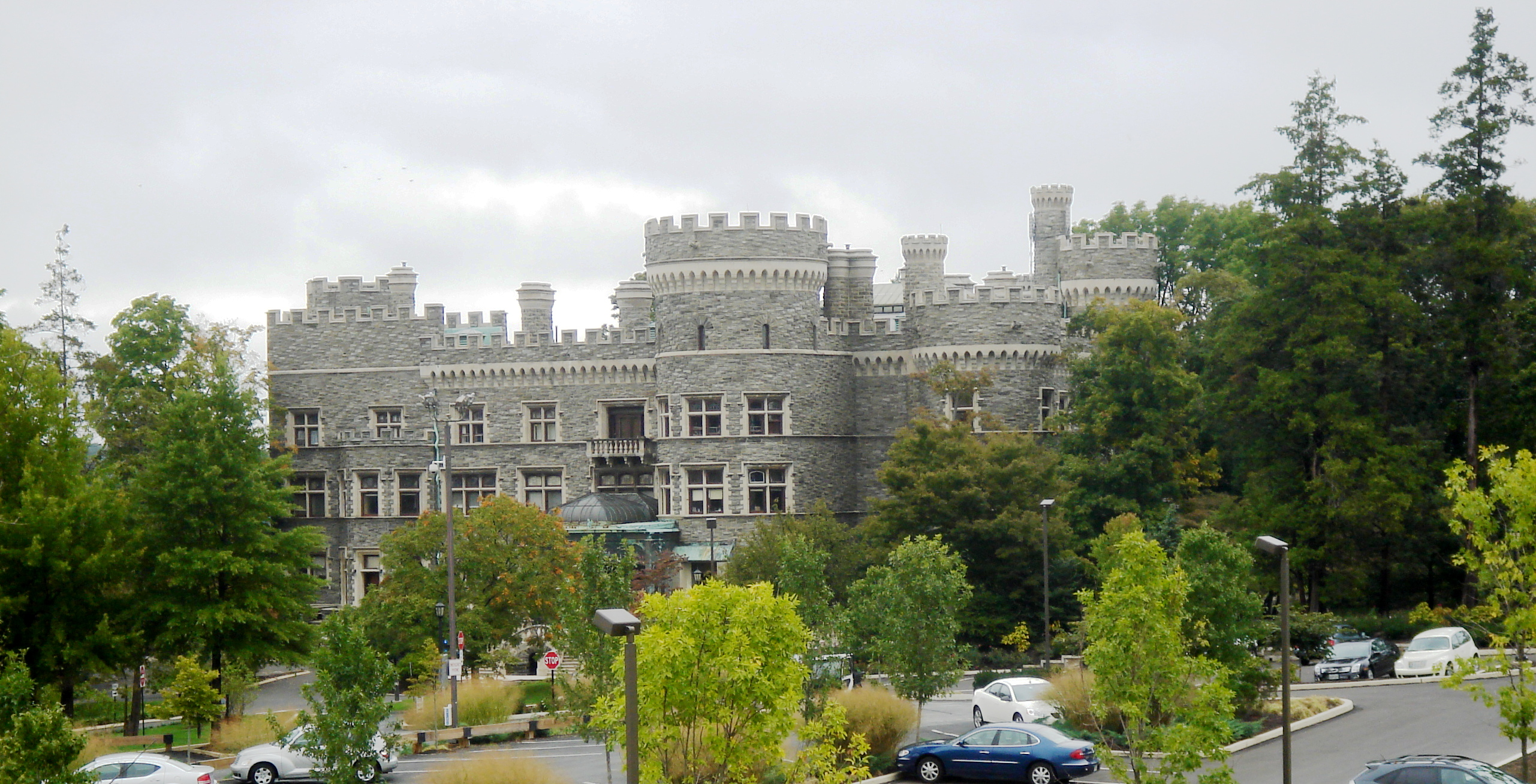
قلعة جري تاورز في جامعة أركاديا

تقدم الجامعة أكثر من 80 مجالًا للدراسة  في برامجها الجامعية. وتقدم التخصصات الجامعية في كلية الآداب والعلوم، كلية العلوم الصحية، كلية التربية، وكلية الأعمال العالمية. يوجد أيضًا خيار للطلاب لاقتراح التخصصات المصممة ذاتيًا، والتي قد تتكون من دورات تقدم في جلينسايد ومن خلال الدراسة في الخارج.

### برامج الدراسات العليا
تتراوح الدراسات العليا والمهنية في جامعة أركاديا على نطاق واسع، من الفنون الليبرالية إلى مستوى الدكتوراه في المقام الأول إلى ورش العمل. ينعكس المنظور الدولي لأركاديا في برامج مثل ماجستير إدارة الأعمال المعجل بدوام جزئي مع منظور عالمي، ماجستير الآداب في السلام الدولي وحل النزاعات، وبرنامج دكتوراه في العلاج الطبيعي.
حصل برنامج الدكتوراه في العلاج الطبيعي على المرتبة الثانية في ولاية بنسلفانيا، وعلى المرتبة 20 على مستوى الدولة البلاد من قبل يو إس نيوز آند وورلد، وذلك عام 2016م  يوفر فرصًا دولية للعمل مجانًا في مواقع مثل إنجلترا وجامايكا وغواتيمالا وبيرو. بالإضافة إلى ذلك هناك برامج سريرية تقدم في جميع أنحاء البلاد، وخاصة في منطقة وسط المحيط الأطلسي بالولايات المتحدة.
اعتمد برنامج ماجستير أركاديا في علوم الطب الشرعي من قبل إف إي بي إيه سي، وأعضاء هيئة التدريس حاصلون على شهادات من المجلس الأمريكي للعلم الجنائي والمجلس الأمريكي لعلم السموم الشرعي.

### البرامج الدولية
تشتهر الجامعة ببرامج الدراسة بالخارج. في تقرير "الأبواب المفتوحة" الصادر عام 2016م صنّف معهد التعليم الدولي أركاديا رقم 1 في الأمة بالنسبة المئوية للطلاب الجامعيين المشاركين في تجارب الدراسة بالخارج في كلية أو جامعة على مستوى الماجستير. كانت هذه هي السنة السابعة التي حصلت فيها الجامعة على هذا التصنيف الأعلى،  وكانت في المراكز العشرة الأولى منذ عام 2004م. تظهر بيانات 2014 من أوبن دورز أن 800 طالب جامعي يدرسون في الخارج في تلك السنة، والتي - بالمقارنة مع ما مجموعه 482 طالبًا متخرجًا - تحقق معدل مشاركة يقدر بنحو 166٪. بالإضافة إلى ذلك يشارك 60 في المائة من طلاب السنة الأولى في تجربة تعليمية في الخارج خلال عطلة الربيع.
بالإضافة إلى إرسال نسبة عالية من طلابها إلى الخارج، تدير الجامعة عددًا من البرامج المفتوحة لطلاب الجامعات الأخرى. تدير كلية الدراسات العالمية - التي حصلت على الكلية الأفضل في عام 2009م- أكثر من 130 برنامجًا تخدم الطلاب من أكثر من 300 جامعة سنويًا. تعمل برامج تي سي جي إس في أستراليا وتشيلي وكوبا وإنجلترا وألمانيا واليونان وإيرلندا وإيطاليا ونيوزيلندا واسكتلندا وجنوب إفريقيا وإسبانيا وويلز.
اعتبارًا من 2016م تقدم الكلية أيضًا مساحة للفصول الدراسية والخدمات الإدارية في الخارج، وتقع في 9 أماكن: أثينا وبرشلونة وكيب تاون ودبلن وإدنبره وغرناطة ولندن وملبورن وروما.
في عام 2014م دخلت جامعة أركاديا في تحالف أكاديمي استراتيجي مع معهد المسارات العالمية في مومباي، الهند. يوفر التحالف طريقًا للطلاب في الهند لبدء حياتهم المهنية الجامعية في الهند وإتمامها في جامعة أركاديا أو في جامعات أخرى في الولايات المتحدة.
بالتعاون مع كلية الدراسات العليا الأمريكية للعلاقات الدولية والدبلوماسية، تقدم جامعة أركاديا أيضًا برنامج ماجستير لمدة عامين في العلاقات الدولية والدبلوماسية، معتمدة من قبل لجنة الولايات الوسطى للتعليم العالي ومقرها باريس.
في عام 2005م تحالفت جامعة أركاديا مع آي إف إس أيه بتلر لتشكيل التحالف من أجل التعليم العالمي. لا يزال التحالف من أجل التعليم العالمي منظمة مزدهرة، متخصصة في إرسال الطلاب إلى الهند والصين ودول آسيوية أخرى.

## الحياة الطلابية

### الألعاب الرياضية
تتنافس فرق جامعة أركاديا في القسم الثالث من رابطة الجامعات الرياضية ضمن مؤتمرات كومنولث ماك لمؤتمرات الأطلسي الوسطى. الفرق الرياضية للرجال تشمل البيسبول، كرة السلة، كرة المضرب، الجولف، اللاكروس، كرة القدم، السباحة، التنس، والكرة الطائرة. تشمل الفرق الرياضية النسائية كرة السلة، كرة المضرب، الهوكي الميداني، الجولف، اللاكروس، كرة القدم، الكرة اللينة، السباحة، التنس، والكرة الطائرة.

### المنظمات الطلابية
اعتبارًا من ربيع عام 2018م تضم جامعة أركاديا أكثر من 60 ناديًا ومنظمات حكومية وأكاديمية وثقافية وإعلامية ودينية وخدمية نشطة.

## مشاهير
الخريجون
- جوليان بويد، مخرج المسرح
- ويليام ر. إيفانينا، المدير التنفيذي لمكافحة التجسس الوطني للولايات المتحدة، ومدير المركز الوطني الأمريكي لمكافحة الإرهاب والأمن
- كاترين غونسالوس غونزاليس، مؤلفة دينية وأستاذة فخارية في كلية كولومبيا اللاهوتية
- جو ماكين، بطولة العالم للبوكر للحدث الرئيسي (2015)
- دوروثي جيرمان بورتر، بطلة الجولف للهواة
- أبي ريان، فنان (رسام)
- سوزان سافاج، وزيرة خارجية أوكلاهوما وعمدة تولسا السابقة، أوكلاهوما
- إديث شيفر، مؤلفة دينية ومؤسسة مشاركة في مركز دراسة لابري
- أوليفر ب. شالينبرجر، مهندس كهرباء
- آنا ديفيري سميث، الممثلة

الأعضاء والإدارة
- هانك براون، عضو مجلس الشيوخ الأمريكي عن كولورادو والرئيس المؤقت لجامعة أركاديا
- سينثيا س. بورنيت (1840م-1932م)، معلمة، محاضرة، مصلح الاعتدال، ورئيس تحرير الصحف

## روابط خارجية
- الموقع الرسمي
- الموقع الرسمي للألعاب الرياضية